# Cássio Ramos
Cássio Ramos, född 6 juni 1987, mer känd som endast Cássio, är en brasiliansk fotbollsmålvakt som spelar för Corinthians.
Cássio debuterade för Brasiliens landslag den 10 november 2017 i en 3–1-vinst över Japan, där han blev inbytt i halvlek mot Alisson. I maj 2018 blev Cássio uttagen i Brasiliens trupp till fotbolls-VM 2018.